# Bang Soo-hyun
Bang Soo-hyun (koreanisch 방수현; * 13. September 1972) ist eine ehemalige Badmintonspielerin aus Südkorea.

## Karriere
Bang Soo-hyun gewann das Einzel-Turnier der Asienspiele 1992. Bei den Olympischen Sommerspielen 1992 in Barcelona zog sie in das Finale des Einzel-Turniers ein. Im Halbfinale bezwang Bang die Chinesin Huang Hua mit 11:3 und 11:2. Im Finale traf sie auf Susi Susanti, unterlag mit 11:5, 5:11 und 3:11 und gewann somit die Silbermedaille. 1993 gewann Bang Soo-hyun Silber im Einzel-Turnier der Weltmeisterschaften, 1995 Bronze. Bei den Olympischen Sommerspielen 1996 in Atlanta besiegte sie im Halbfinale Susi Suranti mit 11:9 und 11:8. Im Finale traf sie auf Mia Audina und gewann mit 11:6 und 11:7 die Goldmedaille.
Nach dem Karriereende 1996 arbeitete Bang Soo-hyun zwischen 2000 und 2002 als Trainerin für den südkoreanischen Badmintonverband.

## Sportliche Erfolge
| Saison | Veranstaltung       | Disziplin   | Platz | Name          |
| ------ | ------------------- | ----------- | ----- | ------------- |
| 1988   | Welsh International | Dameneinzel | 1     | Bang Soo-hyun |
| 1992   | Thailand Open       | Dameneinzel | 2     | Bang Soo-hyun |
| 1992   | Olympia             | Dameneinzel | 2     | Bang Soo-hyun |
| 1992   | All England         | Dameneinzel | 2     | Bang Soo-hyun |
| 1992   | Hongkong Open       | Dameneinzel | 1     | Bang Soo-hyun |
| 1993   | Swedish Open        | Dameneinzel | 1     | Bang Soo-hyun |
| 1993   | All England         | Dameneinzel | 2     | Bang Soo-hyun |
| 1993   | Weltmeisterschaft   | Dameneinzel | 2     | Bang Soo-hyun |
| 1993   | Korea Open          | Dameneinzel | 1     | Bang Soo-hyun |
| 1994   | Asienspiele         | Dameneinzel | 1     | Bang Soo-hyun |
| 1994   | Indonesia Open      | Dameneinzel | 2     | Bang Soo-hyun |
| 1994   | Korea Open          | Dameneinzel | 1     | Bang Soo-hyun |
| 1994   | China Open          | Dameneinzel | 1     | Bang Soo-hyun |
| 1994   | Swedish Open        | Dameneinzel | 1     | Bang Soo-hyun |
| 1995   | China Open          | Dameneinzel | 2     | Bang Soo-hyun |
| 1995   | Hong Kong Open      | Dameneinzel | 1     | Bang Soo-hyun |
| 1995   | Weltmeisterschaft   | Dameneinzel | 3     | Bang Soo-hyun |
| 1995   | Canadian Open       | Dameneinzel | 1     | Bang Soo-hyun |
| 1995   | Asienmeisterschaft  | Dameneinzel | 3     | Bang Soo-hyun |
| 1995   | Indonesia Open      | Dameneinzel | 2     | Bang Soo-hyun |
| 1996   | Korea Open          | Dameneinzel | 1     | Bang Soo-hyun |
| 1996   | All England         | Dameneinzel | 1     | Bang Soo-hyun |
| 1996   | Olympia             | Dameneinzel | 1     | Bang Soo-hyun |